# Alcis songarica
Alcis songarica là một loài bướm đêm trong họ Geometridae.